# Karen Gallardo
Karen Gallardo, född 6 mars 1984, är en friidrottare från Chile. Han deltog vid olympiska sommarspelen 2012, olympiska sommarspelen 2016 och olympiska sommarspelen 2020.